# Майнер, Билл
Эзра Аллен Майнер (ок. 1847 — 2 сентября 1913) более известен как Билл Майнер (англ. Bill Miner) — американский бандит и грабитель дилижансов времён Дикого Запада. Из-за вежливого обхождения с жертвами ограблений получил также прозвища Серый Лис, Джентльмен-грабитель или Джентльмен-бандит. Считается автором фразы «Руки вверх!»

## Биография
Некоторые события из жизни грабителя сомнительны, поскольку Билл Майнер сам в интервью рассказывал небылицы о своих приключениях. На склоне лет он надиктовал охраннику тюрьмы автобиографию в 3000 слов.

### Детство
Родился 27 декабря 1846/1847 года в Онондаге, штат Мичиган. Своё первое имя, которое ему не нравилось, он так и не сменил и назывался Уильямом Алленом Майнером.
По рассказам самого Билла Майнера, в 13 лет он, за вознаграждение в 100 долларов, пересёк на лошади с посланием опасную территорию апачей.
После смерти отца Джозефа в конце 1856 года денег старшего брата Генри, работавшего клерком, не хватало для нормальной жизни. Эзра и его трое братьев и сестёр росли в постоянной нужде. Мать Гариетт, узнав, что Эзра ворует лошадей, предпочла видеть сына на службе в армии. Вскоре после смерти старшего брата Генри новобранец под № 23 Билл Майнер дезертировал из армии и устроился шахтёром в родном городке. По совпадению, фамилия «Майнер» дословно переводится как «шахтёр».

### Преступная деятельность
В декабре 1865 года Билл Майнер взял якобы напрокат лошадь и отправился испытать судьбу в Калифорнию. Ему и его сообщнику Джону Синклеру удалось ограбить нескольких человек, прежде чем их задержал шериф в Стоктоне. Их приговорили к трём годам лишения свободы в округе Сан-Хоакин 3 апреля 1866 года. Майнеру обрили полголовы, дали № 3248 и приставили к тюремной работе на мельнице.
После освобождения 12 июля 1869 года Майнер почти год грабил дилижансы, уворачиваясь от полиции. Но в июне 1871 года он попался при ограблении очередного дилижанса, — его лошадь споткнулась, он упал и был арестован. Суд приговорил его к 15 годам тюрьмы в Сан-Квентине (тюремный № 4902), но отбыл он всего десять, и был освобождён за хорошее поведение.
В 1879 Майнер совместно с Биллом Лероем грабил дилижансы, пока того не линчевали. После освобождения из тюрьмы Сан-Квентин в 1901 году Майнер пробовал работать на родине собирателем устриц, остановившись в доме сестры Мэри Джейн, но вскоре переехал в Британскую Колумбию (Канада), назвался Джорджем Эдвардсом и принялся грабить поезда. Там он был задержан в Камлупсе после неудачной попытки ограбления инкассаторского состава. Во время облавы у озера Дугласа Майнер попытался вести переговоры со стражами порядка в привычной обходительной манере, но его сообщник Том «Коротышка» Данн завязал перестрелку и был ранен в ногу. Арест Майнера и последующее судебное разбирательство вызвали небывалый интерес прессы. По пути в место отбывания срока в Нью-Уэстминстер поезд с заключёнными встречали симпатизирующие. Один из журналистов описал Майнера как «привлекательного, обходительного мужчину с хорошей речью и стилем».
Майнера приговорили к пожизненному заключению. В 1907 году он бежал через прорытый 11-метровый туннель и скрылся в США. В июле 1909 года 62-летний бандит ограбил банк в Портленде (штат Орегон), а спустя 2 года, в феврале 1911 года, с четырьмя сообщниками остановил поезд у Уайт-Салфера, штат Джорджия. Здесь он несколько раз заключался в тюрьму и дважды бежал.

### Смерть
Майнер сдался правоохранительным органам после того, как те во время облавы убили двух его сообщников. Приговорён к пожизненному заключению. Трижды пытался сбежать и трижды был настигнут. Закованный в кандалы в тюрьме Милледжвилла (Джорджия) Майнер скончался от «гастрита, вызванного потреблением солоноватой воды во время его последнего побега. В этот период он прятался в болотах несколько дней».
Похоронен на мемориальном кладбище (англ. Memory Hill Cemetery) Милледжвилла. И после смерти Майнер волей судьбы «сбежал»: его надгробный камень оказался поставленным не в том месте, имя и дата смерти высечены неверно. Спустя годы новый надгробный камень исправил ошибку, а старый оставили на прежнем месте.

## Влияние
- В связи с популярностью Майнера в одном из баров Британской Колумбии его именем назвали напитки и пирог. Местная пивоварня назвала эль «Руки вверх!» в память о бандите.
- Ходит легенда о закопанных Майнером в лесу деньгах, которые он потратил на побег, либо клад всё ещё остаётся в лесах Силвердейла.
- В городе Принстон (Британская Колумбия) Лысую гору в 1952 году переименовали в честь Билла Майнера. Он жил на ранчо напротив этой горы, когда планировал ограбление в Камлупсе[7].
- Канадский певец Боб Фоссин в 1993 году посвятил песню Биллу Майнеру[4].

### Кинематограф
В 1982 году вышел канадский фильм «Серый Лис», где роль Билла Майнера исполнил Ричард Фарнсуорт.